# Fleurey
Fleurey ist eine französische Gemeinde mit 85 Einwohnern (Stand: 1. Januar 2022) im Département Doubs in der Region Bourgogne-Franche-Comté.

## Geographie
Fleurey liegt auf 640 m Höhe, drei Kilometer südwestlich von Saint-Hippolyte und etwa 22 Kilometer südlich der Stadt Montbéliard (Luftlinie). Das Dorf erstreckt sich im Jura, an einem sanft nach Süden geneigten Hang hoch über dem Tal des Dessoubre, gegenüber von Maîche. Das Gemeindegebiet gehört zum Regionalen Naturpark Doubs-Horloger.
Die Fläche des 8,04 km² großen Gemeindegebiets umfasst einen Abschnitt des französischen Juras. Der Hauptteil des Gebietes wird von der Höhe von Fleurey eingenommen, die auf 725 m gipfelt. Sie bildet die nordöstliche Fortsetzung des Höhenrückens Montaigu und wird im Süden und Osten vom Dessoubre, im Norden vom Doubs eingefasst. Der Gemeindeboden erstreckt sich nordostwärts bis zur Croix Bénéton (664 m), einem markanten Vorsprung über dem Zusammenfluss von Dessoubre und Doubs oberhalb von Saint-Hippolyte.
Nach Süden reicht das Gemeindeareal in das tief eingeschnittene Tal des Dessoubre, dessen Hänge an verschiedenen Orten von Felsbändern durchzogen sind. Auch ein Abschnitt des südlichen Talhangs gehört zu Fleurey. Er umfasst den Rocher du Chasseur sowie die Ausräumungskessel von Le Rigoulot und Val Petey. Mit 750 m wird oberhalb der Felsen des Rocher du Chasseur am Rand der Hochfläche von Maîche die höchste Erhebung von Fleurey erreicht.
Zu Fleurey gehören der Weiler La Sincelle (510 m) auf einer Geländeterrasse am nördlichen Talhang des Dessoubre sowie verschiedene Einzelhöfe. Nachbargemeinden von Fleurey sind Les Terres-de-Chaux und Bief im Norden, Saint-Hippolyte im Osten, Les Bréseux und Orgeans-Blanchefontaine im Süden sowie Valoreille im Westen.

## Bevölkerung
| Jahr                       | 1962 | 1968 | 1975 | 1982 | 1990 | 1999 | 2005 | 2019 |
| Einwohner                  | 107  | 102  | 97   | 98   | 79   | 69   | 86   | 84   |
| Quellen: Cassini und INSEE |      |      |      |      |      |      |      |      |

Mit 85 Einwohnern (Stand 1. Januar 2022) gehört Fleurey zu den kleinsten Gemeinden des Départements Doubs. Nachdem die Einwohnerzahl in der ersten Hälfte des 20. Jahrhunderts deutlich abgenommen hatte (1906 wurden noch 227 Personen gezählt), wurde seit den 1990er Jahren wieder ein leichtes Bevölkerungswachstum verzeichnet.

## Sehenswürdigkeiten
Die Dorfkirche Saint-Laurent wurde im späten 18. Jahrhundert errichtet.

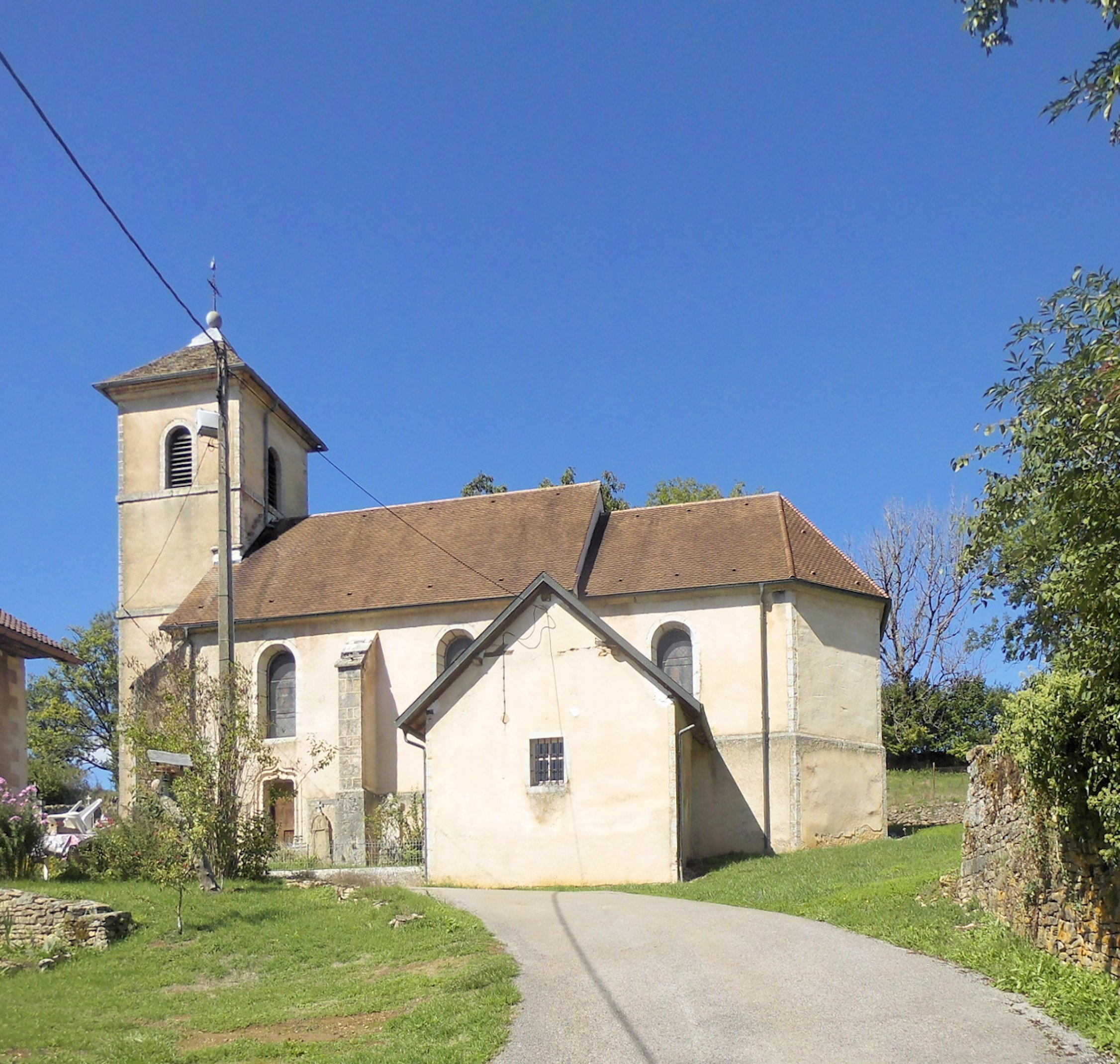
Kirche Saint-Laurent
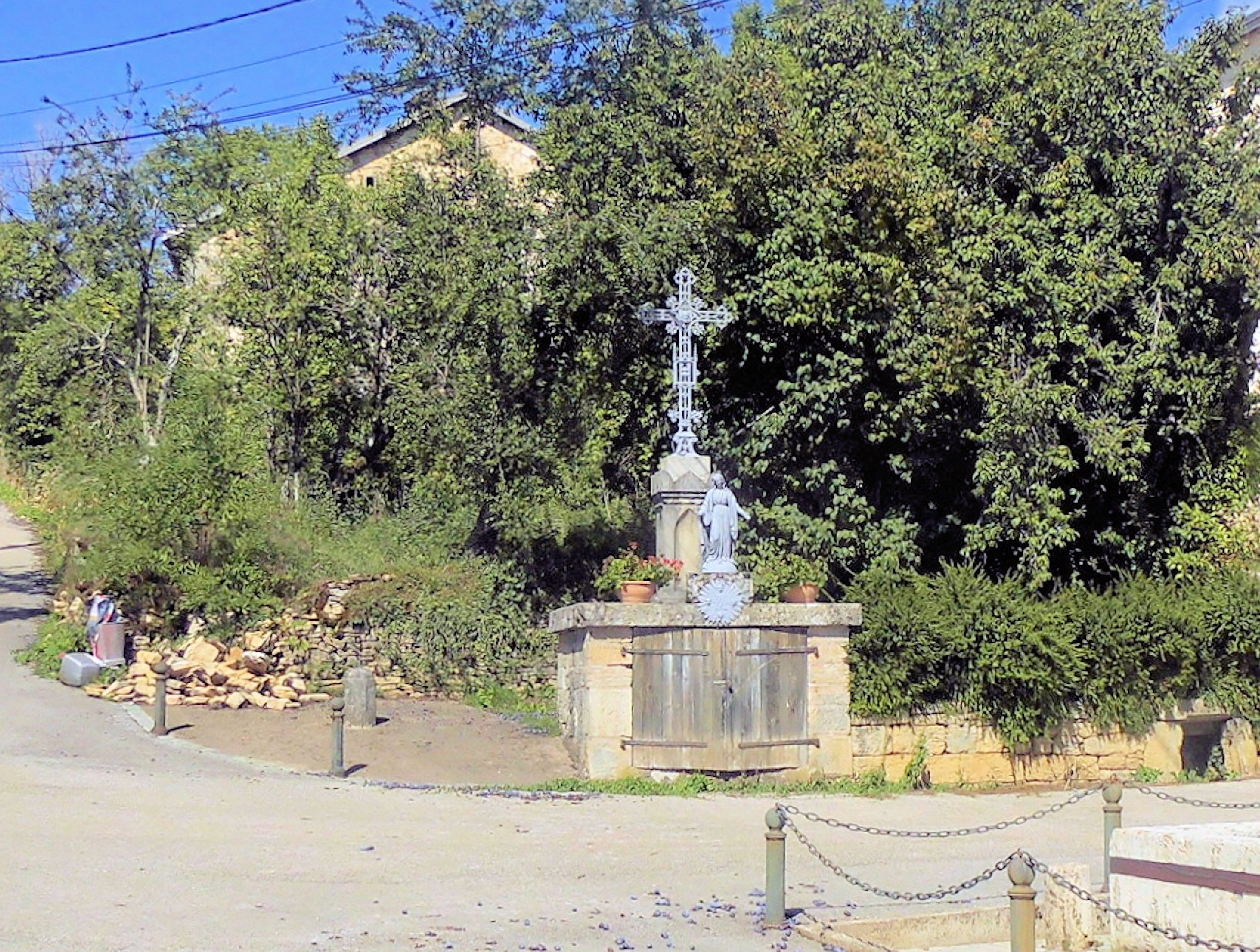
Calvaire
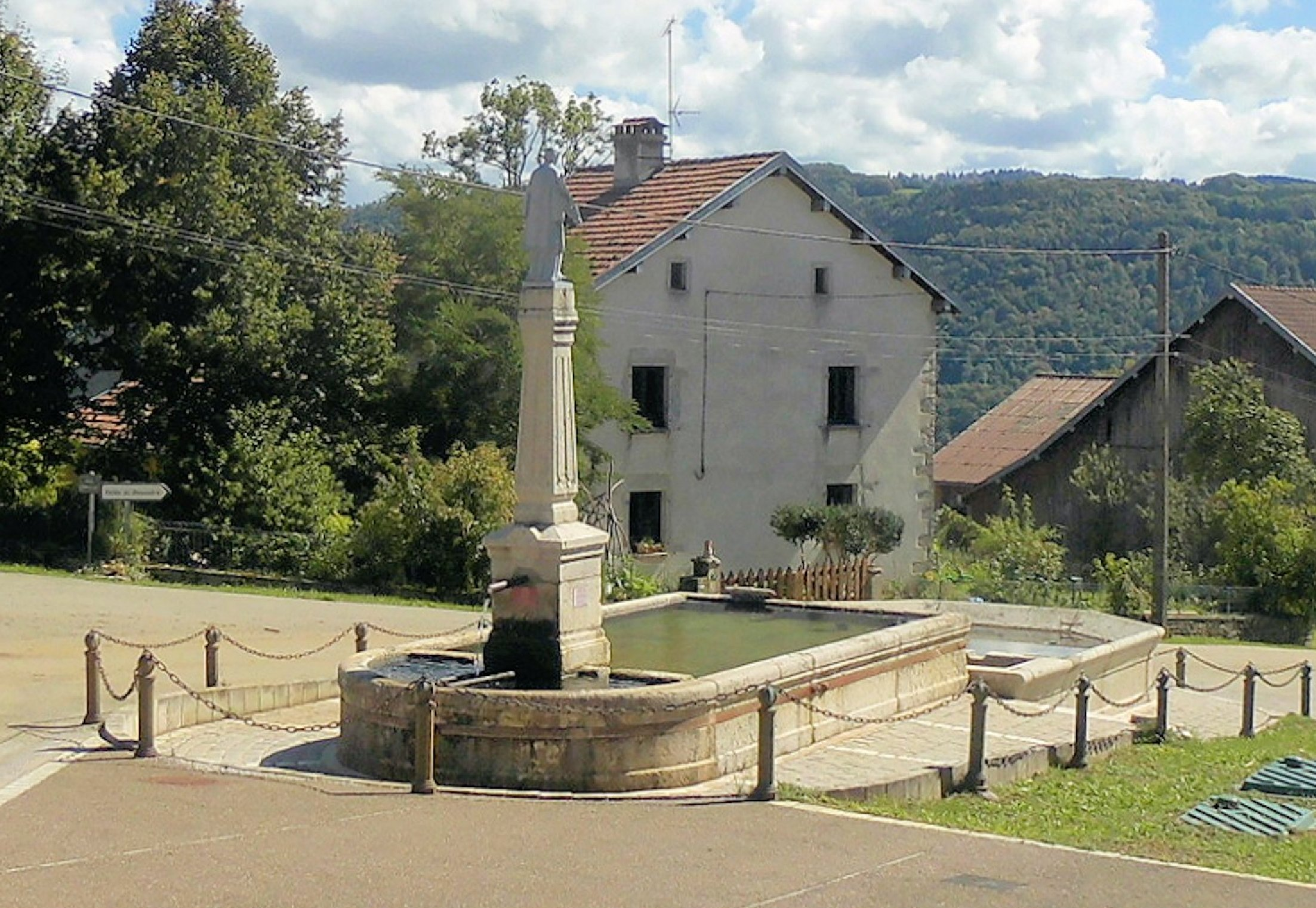
Brunnen und ehemalige Viehtränke

## Wirtschaft und Infrastruktur
Fleurey war bis weit ins 20. Jahrhundert hinein ein vorwiegend durch die Landwirtschaft (Viehzucht und Milchwirtschaft, etwas Acker- und Obstbau) geprägtes Dorf. Noch heute leben die Bewohner zur Hauptsache von der Tätigkeit im ersten Sektor. Außerhalb des primären Sektors gibt es nur wenige Arbeitsplätze im Dorf. Einige Erwerbstätige sind auch Wegpendler, die in den umliegenden größeren Ortschaften ihrer Arbeit nachgehen.
Die Ortschaft liegt abseits der größeren Durchgangsstraßen. Die Hauptzufahrt erfolgt von Saint-Hippolyte. Weitere Straßenverbindungen bestehen mit Valoreille und Les Terres-de-Chaux.